# 世界はほしいモノにあふれてる 〜旅するバイヤー極上リスト〜
『世界はほしいモノにあふれてる 〜旅するバイヤー極上リスト〜』(せかいはほしいモノにあふれてる たびするバイヤーごくじょうリスト)は、NHK総合で2018年4月12日から2021年3月18日まで、毎週木曜日に放送された紀行番組。現在は不定期放送。通称は「世界はほしいモノにあふれてる」、略称は「せかほし」。2023年11月4日には5周年記念生放送が行われた。

## 概要
世界で1つしかない商品を探すバイヤーの買い付けに密着取材し、その商品の深い知識も知る番組。海外での買い付けの様子を被写体深度の浅いカメラで美しく撮影したVTRパートと、スタジオにバイヤーを招き司会の三浦春馬（のち鈴木亮平）やJUJUとの会話を楽しむトークパートで構成される。
当初は22時45分から23時10分の25分枠でスタートしたが、三浦春馬の飾らない人柄と姉御肌のJUJUの軽妙な掛け合いが好評となり、翌2019年4月より放送時間は倍の50分へと拡大。しかし、後述のMC三浦春馬の急死、新型コロナウイルス感染症の世界的流行による海外渡航制限などの影響で2021年3月をもってレギュラー放送を終了。以降は特番として放送を行っている。2024年11月からNHKBSにて1stシーズンアンコールが放送。
また、同局平日朝の生活情報番組『あさイチ』内でスタジオにバイヤーを招き、本番組過去回のダイジェスト版を観ながら同番組メインキャスターの博多華丸・大吉らとトークする企画「バイヤーさんに聞いてみた」が不定期で行われている。
2021年8月27日には、レギュラー放送から10作品を厳選し、3枚組に収めたDVD-BOXが発売された。

## MCの交代とレギュラー放送の終了
2020年7月20日、同月18日に死去した三浦春馬への追悼メッセージを公式サイト及びSNSに掲載。また同月21日（20日深夜）の再放送の冒頭で、追悼の意を示す内容のテロップを掲げ、放送終了時には三浦の笑顔が映る次回予告を流した。今後については、収録を終えている計3回分は予定通りに放送する意向を示した。8月27日、三浦が生前最後に収録した「JAPAN! 究極の“台所道具”」回が放送された。9月3日放送分は「感謝祭SP」と題し、番組開始時よりの2年半に渡る歩みを振り返る三浦の追悼特集の要素を兼ねた総集編を放送した。
2020年9月11日、NHKは三浦の後任MCに俳優の鈴木亮平を起用することを発表した。鈴木は10月8日放送分（生放送）から出演。初MC体制となった同日、JUJUと共に三浦への想いや、三浦が愛した番組の持ち味である”あたたかさ””癒し”の雰囲気を引き継いでいく意思を語った。
鈴木がMCに加入してから半年となるのを前に、新型コロナウイルス感染症の世界的流行により海外でのロケができなくなっている状況から、2021年3月をもってレギュラー放送を終了。同年5月3日放送分から、特番として継続されることとなった。また、レギュラー時代に放送された旅の模様を5分に凝縮した「せかほし5min.」を同局の公式YouTubeチャンネルにて随時配信。地上波においても不定期で放送されている。当枠の後番組は、同年3月まで土曜日に放送されていた『SONGS』を、4月8日より放送時間を45分に拡大した上で枠移動させた。

## 出演者

### 司会
- JUJU
- 鈴木亮平（2020年10月8日 - 2024年12月24日）[18]

天の声/ナレーター
- 神尾晋一郎

### バイヤー
以下のバイヤーの中の1名の買い付けに同行。
- 大島忠智（イデー）[23]
- 木村由樹（212kitchens tore）
- 小林邦宏（世界の花屋）[24]
- 佐藤香菜（Biople by CosmeKitchen）
- 澤田有里（阪急百貨店うめだ本店）
- 須藤由美（BEAMS BOY）[25]
- 林周作（菓子職人）
- 濱田智之（成城石井お菓子バイヤー）

## 過去の出演者

### 司会
- 三浦春馬（2018年4月12日 - 2020年8月27日）[注釈 3]

## 放送時間
いずれもNHK総合テレビジョンで、放送時刻はいずれもJST。 
本放送
- 木曜 22時45分 - 23時10分（2018年4月12日 - 2019年3月14日）
- 木曜 22時30分 - 23時20分（2019年4月4日 - 2020年3月12日）
- 木曜 22時30分 - 23時15分（2020年4月2日 - 2021年3月18日）

再放送
- 月曜 23時55分 - 翌火曜日未明 0時20分

## 書籍
- 世界はもっと!ほしいモノにあふれてる 〜バイヤーが教える極上の旅〜（2020年4月1日、KADOKAWA、監修・協力：NHK「世界はほしいモノにあふれてる」制作班、ISBN 978-4047358973）
- 世界はもっと!ほしいモノにあふれてる2 〜バイヤーが教える極上の旅〜（2021年3月3日、KADOKAWA、監修・協力：NHK「世界はほしいモノにあふれてる」制作班、ISBN 978-4047364967）[26]

## 備考
- 2020年7月21日、JUJUはブルーノート東京にて無観客生配信ライブを開催した。ライブ終盤、番組のOPテーマ曲『Remember (The Good Times)』を披露。歌い終えた後のMCで、涙をこらえながら歌に込めた想いを語った。三浦が最後の収録に参加したのは死去の2日前、7月16日であったという[27]。